# 세프타지딤
세프타지딤(Ceftazidime)은 다양한 세균 감염 치료에 사용하는 3세대 세팔로스포린 계열 항생제로, 포타즈(Fortaz)나 타지세프(Tazicef) 등의 상품명으로 판매된다. 특히 관절 감염, 수막염, 폐렴, 패혈증, 요로감염증, 악성외이도염, 녹농균 또는 비브리오 감염 등에 이용한다. 정맥 주사, 근육 주사, 또는 눈 안으로 유리체내 투여한다.
흔한 부작용에는 구역질, 알레르기 반응, 주사 부위 통증이 있다. 그 외 부작용에는 다른 항생제에서도 나타날 수 있는 디피실리균 감염증이 있다. 이전에 페니실린에 대한 아나필락시스 반응이 있었다면 투여를 권고하지 않는다. 임신과 수유 중 사용은 비교적 안전하다. 3세대 세팔로스포린에 속하며 세균의 세포벽 합성을 억제하는 방식으로 작용한다.
세프타지딤은 1978년 특허가 출원되었고, 1984년에 처음 시판되었다. WHO 필수 의약품 목록에 등재되어 있다. 복제약으로 이용 가능하다.

## 의학적 사용
세프타지딤은 하기도, 피부, 요로계, 혈류, 관절, 복강내 감염과 수막염 치료에 쓰인다.
부르크홀데리아 슈도말레이가 일으키는 열대 감염병인 유비저의 일차 치료제이다.
세프타지딤은 3세대 세팔로스포린으로, 이전 세대 세팔로스포린보다 그람 음성균에 효과가 좋다. 또한 세포페라존, 세페핌 등과 함께 녹농균 치료 효과를 보이는 몇 안되는 세팔로스포린이다. 그러나 1세대와 2세대 세팔로스포린에 비해 황색포도상구균 치료 효과는 떨어진다. 또한 세프타지딤을 포함한 세팔로스포린은 4세대까지 메티실린 내성 황색포도상구균(MRSA)에 효과가 없다.

### 활성 범위
세프타지딤이 활성을 보이는 미생물 중 임상에서 유의미한 것들은 다음과 같다.
- 그람 음성균: 엔테로박터, 대장균, 헤모필루스 인플루엔자, 클렙시엘라, 프로테우스, 녹농균, 수막구균
- 그람 양성균: B군 연쇄상구균, 폐렴구균, 화농성연쇄상구균

박테로이데스 같은 혐기성 세균에 대한 효능은 대개 좋지 못하다.
아래는 몇몇 주요 병원균의 최소 저지 농도(MIC) 자료이다.
- Escherichia coli: 0.015–512 μg/mL
- Pseudomonas aeruginosa: ≤0.03–1024 μg/mL[16]

## 부작용
세프타지딤의 내약성은 보통 좋다. 부작용이 발생할 시, 가장 흔한 것은 정맥 주사 부위의 국소 증상, 알레르기 반응, 위장관 증상 등이다. 제조사의 임상시험에 따르면 가려움증, 발진, 발열은 전체 환자의 2% 미만에서 발생했다. 독성표피괴사, 스티븐스-존슨 증후군, 다형홍반 같은 드물지만 심각한 부작용이 세프타지딤을 포함한 세팔로스포린 계열 항생제 투약 시 보고된 사례가 있다. 설사, 구역질, 구토, 복통 등 위장관 증상은 전체 환자의 2% 미만에서 나타났다.
또 다른 문헌에서는 혈액 검사 결과 호산구증가증 (8%), 젖산 탈수소효소(LDH) 증가 (6%), 감마글루타밀 전이효소(GGT) 증가 (5%), 직접 쿰즈 검사 양성 소견 (4%), 혈소판증가증 (2%), 알라닌 아미노기전이효소 (ALT) 증가 (7%), 아스파르트산 아미노기전이효소 (AST) 증가 (6%), 알칼리성 인산가수분해효소 증가 (4%) 등이 나타났다고 보고했다.

### 금기증
세프타지딤, 혹은 다른 세팔로스포린 계열 항생제에 알레르기가 있는 환자에서는 사용하지 않는다.

### 주의
세프타지딤은 콩팥에서 주로 제거되어 소변으로 배설된다. 따라서 콩팥 손상이나 콩팥의 질환이 있는 환자, 혈액투석을 받는 환자에서 혈중 약물 농도가 올라갈 수 있다. 이런 콩팥 문제가 있는 경우 투여 횟수를 줄이는 식으로 조절한다.

### 임신
쥐와 생쥐를 대상으로 한 실험에서, 인간에게 사용하는 세프타지딤 용량의 40배까지 투여해도 태아에게 위해가 가해진단 증거는 발견할 수 없었다. 그러나 임산부에 대한 세프타지딤의 효과를 조사한 고품질 연구는 아직 존재하지 않는다.

## 작용 기전
3세대 세팔로스포린이 이전 세대 세팔로스포린과 차별화되는 점은 C=N-OCH3 작용기가 존재한다는 것이다. 세푸록심과 세푸조남도 이 작용기를 가지지만 2세대로 분류된다. 해당 작용기는 그람 음성균이 만들어내는 특정 베타-락타메이스에 대한 안정성을 높여주는 역할을 한다. 베타-락타메이스는 세팔로스포린 계열 항생제의 베타-락탐 고리를 분해해 분자를 빠르게 파괴하고, 결국 세균이 항생제에 대한 내성을 갖게 한다. 3세대 세팔로스포린은 이런 베타-락타메이스를 가진 세균에도 효과를 가졌으나, 점차 이 항생제들이 널리 사용되면서 3세대 세팔로스포린조차 무력화시킬 수 있는 광범위 베타-락타메이스(extended-spectrum beta-lactamases, ESBL)를 만드는 세균들이 나타나기 시작했다. ESBL 생산 그람 음성균이 일으키는 감염은 병원이나 다른 의료시설에서 새로운 걱정거리로 부상했다.